# La Ferté-Saint-Aubin

La Ferté-Saint-Aubin este o comună în departamentul Loiret din centrul Franței. În 1 ianuarie 2022 avea o populație de 7.317 de locuitori.